# Кинг Гидора
Кинг Гидора (яп. キングギドラ King Ghidorah) — гигантский драконоподобный монстр с тремя головами, кайдзю, персонаж фильмов, комиксов и видеоигр. Впервые появился в фильме «Гидора, трёхголовый монстр» 1964 года режиссёра Исиро Хонды. Является одним из главных врагов Годзиллы в одноимённой вселенной вместе с Мотрой и Роданом.

## Описание
Кинг Гидора представляет собой дракона золотистого цвета без передних лап и с тремя головами, на каждой из которых по 5 рогов. У него есть два шипастых хвоста и крылья размахом 175 метров. Его рост 150 метров, а вес 70 тыс. тонн. Тело покрыто прочной чешуёй, которая защищает его от повреждений. Первоначально описан как инопланетянин, прибывший с Венеры, где он уничтожил всё живое, на Землю, чтобы уничтожить человеческую цивилизацию.

### Способности
- Умеет летать со скоростью 3,7 тыс. км/час в атмосфере, в космосе перемещается со сверхзвуковой скоростью[6].
- Во время путешествий в космосе заключает себя в метеорит с магнитными свойствами[7].
- Взмахами крыльев создаёт мощный ураганный ветер.
- Для атаки использует гравитационные лучи в виде молний с огромной кинетической силой, которые выпускает из пасти[5].
- Способен к регенерации, может восстанавливать потерянные части тела из небольших фрагментов и даже отращивать новую голову[8].
- Поглощает различную энергию: электричество в линиях электропередач и внутреннюю радиацию других монстров[9],[10].
- Умеет манипулировать сознанием менее развитых существ (в том числе людей), каждая голова имеет самостоятельное сознание и индивидуальные личностные качества[11].

## Разработка
Идею образа монстра предложил автор Годзиллы Томоюки Танака. Его вдохновила иллюстрация многоголовой лернейской гидры в книге по древнегреческой мифологии, а также восьмиголовый дракон Ямата-но ороти из японской мифологии. В результате обсуждений было принято решение создать чудовище с тремя головами. При создании монстра кинокомпания Toho также использовала образ Змея Горыныча из советского фильма 1956 года «Илья Муромец», который транслировался в кинотеатрах Японии в 1959 году. Окончательная версия персонажа была разработана художником-постановщиком спецэффектов Акирой Ватанабэ.

## Фильмы
- Гидора, трёхголовый монстр (1964)
- Годзилла против Монстра Зеро (1965)
- Уничтожить всех монстров (1968)
- Годзилла против Гайгана (1972)
- Zone Fighter[англ.], эпизод 5, 6 (1973)
- Годзилла против Кинга Гидоры (1991)
- Годзилла против Мехагодзиллы 2 (1993)
- Мотра 3[англ.] (1998)
- Годзилла, Мотра, Кинг Гидора: Монстры атакуют (2001)
- Годзилла: Город на грани битвы[англ.] (2018)
- Годзилла: Пожирающий планету[англ.] (2018)
- Годзилла 2: Король монстров (2019)[5][14]

### Различия в фильмах
В разных фильмах происхождение и способности Кинга Гидоры изменялись, однако внешний вид оставался почти неизменным.
В фильме 1965 года «Годзилла против Монстра Зеро» монстр находится под контролем инопланетной расы Ксиленов, которые хотели завоевать мир. При следующем появлении в фильме «Уничтожить всех монстров» 1968 года Кинг Гидора находится под контролем другой инопланетной расы — Киллиаков. В фильме 1991 года «Годзилла против Кинга Гидоры» монстром управляют путешественники во времени, которые используют породивший Годзиллу атомный взрыв для создания Кинга Гидоры, а затем его превращают в киборга — Меха-Гидору. В фильме «Годзилла, Мотра, Кинг Гидора: Монстры атакуют» 2001 года Кинг Гидора выступает в качестве положительного персонажа, сражающегося вместе с другими монстрами против злой версии Годзиллы. Фильм «Годзилла 2: Король монстров» 2019 года представляет монстра как «титана», который находился на Земле задолго до того появления человеческой цивилизации. Также в этом фильме появляется теория, что у Кинга Гидоры есть старший брат, из-за которого монстр был вынужден покинуть родную планету. Одним из доказательств этой теории служит появление в фильме 1998 года Мотра 3 Десгидоры — монстра, похожего на Кинга Гидору, но на четырёх ногах и с чёрной кожей. Кроме того, в фильме 2004 года «Годзилла: Финальные войны» появляется монстр Кайзер Гидора.
Радикальное изменение внешности и способностей Кинга Гидоры произошло в аниме. Анимированный монстр может вытягивать и втягивать свои головы на почти бесконечную длину, способен становиться неосязаемым, невидимым для большинства отслеживающих устройств, а само его присутствие может деформировать модель пространства-времени.

## Книги

### Энциклопедии и истории
- Godzilla vs. King Ghidorah Big Encyclopedia (1991)
- Godzilla Saves America: A Monster Showdown in 3-D! (1996)
- Godzilla 2000 (1997)
- Godzilla vs. the Robot Monsters (1998)
- Godzilla vs. the Space Monster (1998)
- Mothra 3: Invasion of King Ghidorah (1998)[19]

### Комиксы
- Godzilla vs. King Ghidorah (манга, 1991)
- Battle History of Godzilla vs. King Ghidorah (1992)
- Godzilla: Kingdom of Monsters (2011—2012)
- Godzilla: Gangsters & Goliaths (2011)
- Godzilla: Legends (2011—2012)
- Godzilla: The Half-Century War (comic 2012—2013)
- Godzilla: Rulers of Earth (comic 2013—2015)
- Godzilla: Cataclysm (comic 2014)
- Godzilla in Hell (comic 2015)
- Godzilla: Oblivion (comic 2016)
- Godzilla Rivals (comic 2022)
- Godzilla vs. Mighty Morphin Power Rangers (comic 2022)
- Godzilla Rivals: Vs. King Ghidorah (comic 2022)[20]

## Видеоигры
- Godzilla: Monster of Monsters[англ.] (NES, 1988)
- Godzilla[англ.] (Game Boy, 1990)
- Godzilla 2: War of the Monsters[англ.] (NES, 1991)
- Battle Soccer: Field no Hasha[англ.] (SNES, 1992)
- Super Godzilla[англ.] (SNES, 1993)
- King of the Monsters, Godzilla[англ.] (Game Boy, 1993)
- Godzilla: Battle Legends[англ.] (TurboDuo[англ.], 1993)
- Godzilla: Giant Monster March[англ.] (Sega Game Gear, 1995)
- Godzilla: Trading Battle[англ.] (PlayStation, 1998)
- Godzilla Generations: Maximum Impact[англ.] ([[Dreamcast[[, 1999)
- Godzilla: Destroy All Monsters Melee[англ.] (Nintendo GameCube, Xbox, 2002)
- Godzilla: Save the Earth[англ.] (Xbox, PlayStation 2, 2004)
- Godzilla: Unleashed[англ.] (Wii, PS2, 2007)
- Godzilla Unleashed: Double Smash[англ.] (Nintendo DS, 2007)
- Godzilla[англ.] (PlayStation 3, PlayStation 4, 2014)
- City Shrouded in Shadow[англ.] (PS4, 2017)
- Godzilla Defense Force (iOS, Android, 2019)
- Godzilla Battle Line (iOS, Android, ПК, 2021)[21]

## Влияние
В 2003 году рэпер MF DOOM (Дэниел Думилье) выпустил альбом «Take Me to Your Leader» под псевдонимом «King Geedorah». На обложке альбома изображён Кинг Гидора, а в композициях использованы семплы из английской версии фильма «Годзилла против Монстра Зеро» 1965 года.
В 2022 году морские биологи назвали новый вид найденных у острова Садо ветвящихся червей в честь монстра — Ramisyllis kingghidorahi.